# Carl Anderson
Carl Anderson (27 de febrer de 1945 – 23 de febrer de 2004) fou un cantant i actor de teatre i cinema nord-americà, conegut sobretot pel seu paper de Judes Iscariot (nominat per al Globus d'Or) tant a la versió de Broadway com a la cinematogràfica, de l'òpera rock d'Andrew Lloyd Webber, Jesus Christ Superstar.